# Gekijōban Naruto: Daigekitotsu! Maboroshi no Chiteiiseki Dattebayo
Gekijōban Naruto: Daigekitotsu! Maboroshi no Chiteiiseki Dattebayo - 大激突!幻の地底遺跡だってばよ (em tradução livre, Naruto O Filme: As Ruínas Fantasmas nos Confins da Terra) é o segundo filme baseado na franquia Naruto criada por Masashi Kishimoto. Dirigido por Hirotsugu Kawasaki, o longa foi lançado no Japão dia 6 de agosto de 2005, porém, ao contrário do anterior, não teve lançamento oficial em nenhuma mídia no Brasil.[carece de fontes?] A história se passa após o episódio 160 do anime. A banda TUBE realiza a canção tema do filme "Ding! Dong! Dang!".

## História
Naruto Uzumaki, Shikamaru Nara e Sakura Haruno estão tentando capturar um Furret chamado Nerugui. Porém quando ao devolvê-lo ao vilarejo, Shikamaru avista fumaça vindo da aldeia e separam-se para investigar. Ao chegar perto da aldeia, um estranho cavaleiro, cujo nome é Temujin ordena um ataque a eles. Shikamaru e Sakura acabam enfrentando os cavaleiros imortais, enquanto Naruto Uzumaki e Temujin se confrontam. Más quando o Rasengan de Naruto e o Raijin Thunder de Tamujin se encontram, ocorre uma explosão e os dois são jogados precipício abaixo. Por Sorte são salvos por um grupo de pessoas nómades, intitulados de Vilarejo Nómade. Naruto e Temujin ficam lá até se recuperarem e Temujin leva Naruto até a sua sede onde a partir do líder Haidou fica confirmado que eles estão a procura de uma pedra, a Pedra de Gelel, uma pedra que pode aumentar o chakra infinitamente, que se diz necessária para realizar o que desejam, e com o cenário uma misteriosa fortaleza gigante localizada no interior de uma floresta a qual fica entre o País do Fogo e o País do Vento. Resta a Naruto Uzumaki, Shikamaru Nara e Sakura Haruno, com a ajuda de Gaara do Deserto, Kankurou, Temujin, salvarem um mundo de um grande perigo que se aproxima.

## Personagens

### Personagens da série
- Naruto Uzumaki
- Shikamaru Nara
- Sakura Haruno
- Gaara
- Kankurou

### Outros
- Temujin
- Haido
- afonso
- Nerugui
- Moisés